# 瀬戸大橋高速鉄道保有
瀬戸大橋高速鉄道保有株式会社（せとおおはしこうそくてつどうほゆう）は、宇野線（瀬戸大橋線）の、備中箕島駅-茶屋町駅間(3.3km)の単線区間の複線化および、宇野線・本四備讃線（瀬戸大橋線）の茶屋町駅-児島駅間(12.9km)の曲線改良事業をする目的で設立された第三セクター会社である。
本社は岡山県岡山市北区の西日本旅客鉄道（JR西日本）岡山支社社屋内にあり、社長はJR西日本岡山支社長の兼任である。資本金は当初5000万円で、JR西日本が50%、香川県が32%、愛媛県が18%を出資していたが、その後資本金は1億円に引き上げられた。

## 事業内容
複線化および曲線改良事業の総事業費は30億円で、国が8億円、JR西日本が11億円、岡山県と四国4県が合わせて11億円を負担する。各県の事業費負担割合は香川県39%、岡山県28%、愛媛県22%、高知県7%、徳島県4%である。国の負担は「幹線鉄道等活性化補助」の枠組みによるものである。瀬戸大橋線に関わる列車を運行している四国旅客鉄道（JR四国）はこの事業には出資・負担をしていないが、これとは別途、岡山駅構内の番線増設工事に5億円を負担している。
以前から、岡山-茶屋町間の全線複線化の構想は存在していた。しかし、100億円ともされる事業費の負担問題から実現していなかった。この間に、途中の駅の待避線を延長する形で実質的に4.1kmが複線となっていたため、これに追加で3.3kmを複線化すれば全線を複線化しなくてもそれに近い効果が得られるという見込みとなり、事業費が30億円に下がったことで、複線事業化へ向けて動き出したものである。
工事完成後は、宇野線改良区間を瀬戸大橋高速鉄道保有が保有して、JR西日本に貸付する。ただし、改良・保有するのは鉄道施設の一部（線増部分のみ）であるので、第三種鉄道事業許可は取得していない。
2009年1月25日に複線化切替工事が行われた。これに合わせて久々原駅の新設された下りホームが利用開始された。複線化の事業区間は備中箕島-茶屋町間とされているが、実際には久々原と茶屋町の間で一旦単線に戻る構造となっている。同年3月のダイヤ改正により、岡山-高松間の快速マリンライナーは平均所要時間が56分から55分に短縮された。所要時間としては1分の短縮であるが、この他に、線路容量が大きく向上し、また、ダイヤ乱れ時の回復が早くなるなどさまざまな効果があるとされている。
2009年3月14日、ダイヤ改正に合わせて岡山駅で輸送改善完成式が開かれ、JR西日本・JR四国・岡山県・四国4県の関係者が出席してテープカットを行い、岡山駅長の出発合図で快速「マリンライナー25号」を送り出した。

## 年表
- 2003年（平成15年）11月26日 - 設立[1]。
- 2006年（平成18年）3月 - 茶屋町-児島間曲線改良工事完成。
- 2009年（平成21年）
  - 1月25日 - 備中箕島-茶屋町間複線化切替。
  - 3月14日 - ダイヤ改正に合わせて岡山駅で輸送改善完成式を実施[8]。